# Batalha de Sacária
A Batalha de Sacaria ou de Sacária, também conhecida como Batalha do Sangário, foi um importante confronto militar na Guerra Greco-Turca de 1919–1922 e na Guerra de Independência Turca. A batalha foi disputada entre 23 de agosto e 13 de setembro de 1921, próximo às margens do rio Sacária, nas vizinhanças da cidade de Polatlı, que hoje em dia é um distrito da capital da Turquia, Ancara.